# Goszczanowiec (przystanek kolejowy)
Goszczanowiec – nieczynny kolejowy przystanek osobowy w Goszczanowcu, w województwie lubuskim, w Polsce.